# Dong Xiaowan
Dong Xiaowan (nota anche come Dong Bai o con lo pseudonimo di Qinglian; 1624 – 1651) è stata una poetessa e scrittrice cinese.
Viene definita come la cortigiana più famosa del suo tempo per la sua bellezza e talento nel canto, nella recitazione, nel ricamo e nella cerimonia del tè. Fu una delle otto bellezze del Qinhuai.

## Biografia
Rimasta orfana di madre nel 1642 in condizioni economiche precarie, per lungo tempo fu corteggiata dal nobile Mao Xiang prima che questi intraprendesse una relazione con la cortigiana Chen Yuanyuan. In seguito al rapimento di Chen da parte di un nobile vicino alla corte imperiale, Mao prese Dong Xiaowan come sua concubina e la portò nella sua dimora di Rugao insieme a sua moglie Lady Su.
Dong Xiaowan viene descritta come una moglie e nuora devota. Con l'ascesa della dinastia Qing nel 1644 tutta la famiglia di Mao fu costretta a fuggire e Dong abbandonò i suoi oggetti più preziosi per salvare i suoi scritti e dipinti. La famiglia rimase brevemente a Huzhou fino all'incoronazione di Zhu Yousong a Nanchino, indi si trasferì nello Zhejiang, dove Dong scrisse un libro intitolato Liuyan ji  incentrato sui gioielli, sui costumi femminili, sui padiglioni e sulle feste.

## Poesia
Dong fece parte del nuovo movimento letterario che incentrava la sua poetica sulle emozioni e sul tema dell'amante con il cuore spezzato. La poesia seguente descrive la malinconia di una donna solitaria che vive in appartati quartieri femminili. 
(Composizione casuale dalla finestra verde)

## Riferimenti nella letteratura e nelle arti
Dopo la sua morte, Mao Xiang pubblicò una biografia di Dong che fu tradotta in inglese e pubblicata nel 1931. Nel libro si evidenzia il talento di Dong nel ricamo, un'abilità tipicamente associata alle virtù domestiche di una moglie. D'altro canto, le sue capacità pittoriche vengono minimizzate. Secondo Jean Wetzel ciò potrebbe derivare dall'intento di dissociare Dong dalla sua vita precedente di cortigiana.
La vita di Dong è il soggetto del film Dong Xiao Wan del drammaturgo cantonese Tang Disheng. La sua storia d'amore con Mao Xiang è il tema principale di un'opera kunqu andata in scena al Teatro dell'Opera Kunqu settentrionale.